# Jäders landskommun
Jäders landskommun var en tidigare kommun i Södermanlands län.

## Administrativ historik
Kommunen inrättades i Jäders socken i Österrekarne härad i Södermanland när 1862 års kommunalförordningar började gälla den 1 januari 1863.
Vid kommunreformen 1952 uppgick den i storkommunen Kafjärdens landskommun som upplöstes med utgången av år 1970, då området tillfördes Eskilstuna kommun.

## Politik

### Mandatfördelning i Jäders landskommun 1946
| 6 | 6 | 1 | 2 |

| 13 |